# アルクマン

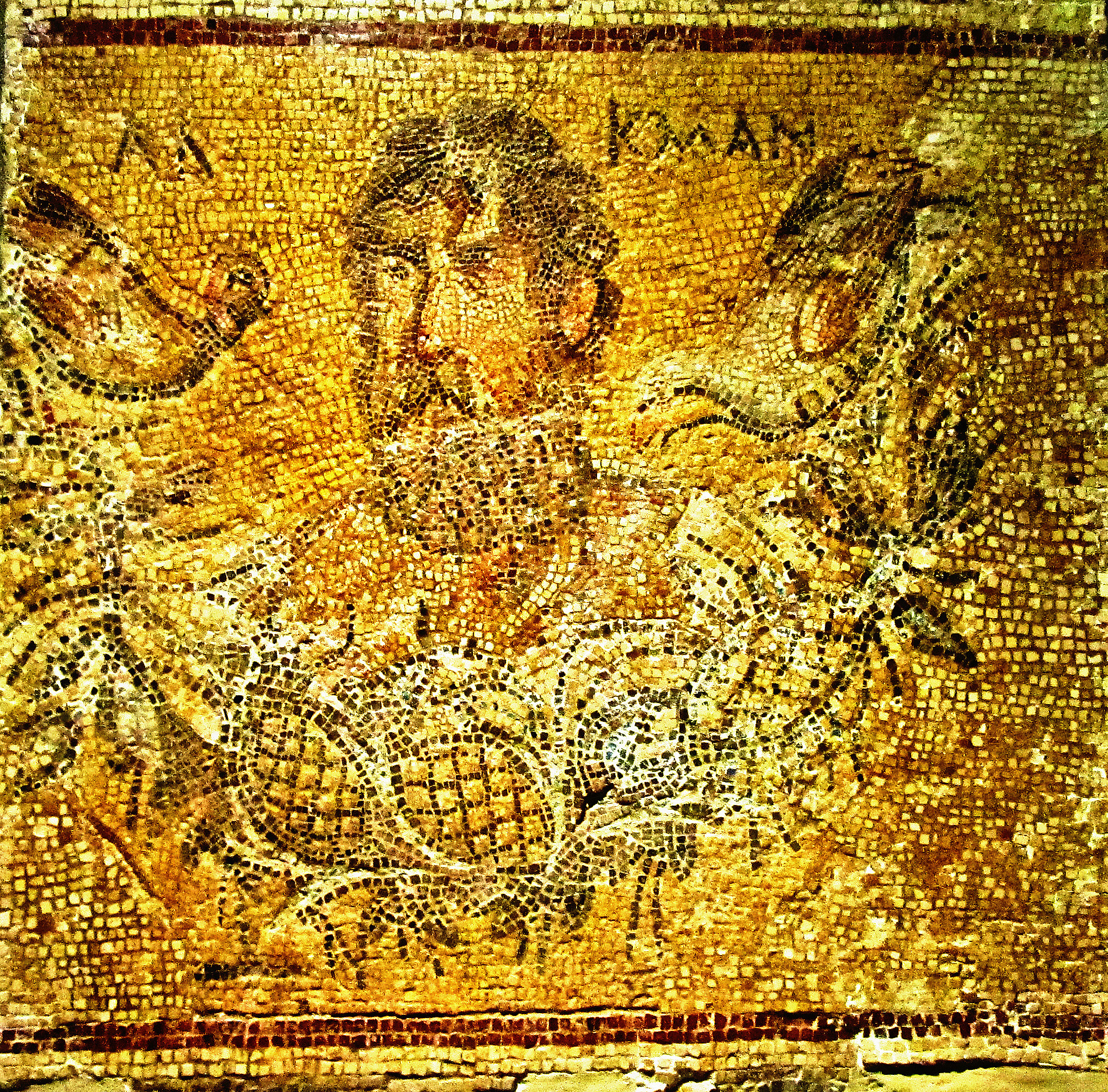
アルクマン

アルクマン（古希: Ἀλκμάν, Alkmān, 羅: Alcman, 紀元前7世紀）は、スパルタ出身の古代ギリシアの合唱抒情詩人である。アルクマーンと長母音表記されることもある。初期の9歌唱詩人の代表であった。
アルクマンの母の名前は分かっていないが、父の名はダマス(Damas)かティタロス(Titaros)と思われる。
出生ははっきりしない。古代リディアの首都サルディス 、『スーダ辞典』にはラコニアのメッソア(Messoa)出身と書かれている。　
アルクマンの6冊の合唱詩（約50〜60作品）は中世に失われ、アルクマンはエジプトのサッカラのピラミッドの傍で1885年に発見された他のギリシア人作家のパピルスのなかに出てくる引用などでしか知ることが出来ない。
パリのルーブル美術館にあるその断片は約100章の作品、乙女歌（パルテネイオン partheneion）を含む。1960年代にオクシリンコスの古代のゴミのなかから多数のパピルスが出てきた。
アルクマンのほとんどの作品は賛美歌、乙女歌、叙事詩の形をとる。合唱詩はスパルタの社会的、政治的、宗教的な文脈のなかで表現される。

## 日本語訳
- 『ギリシア合唱抒情詩集 アルクマン他』丹下和彦訳、京都大学学術出版会（2002年）